# Xynenon bondii
Xynenon bondii – gatunek chrząszcza z rodziny kózkowatych i podrodziny zgrzypikowych. Jedyny przedstawiciel rodzaju Xynenon.

## Zasięg występowania
Gatunek ten występuje w Indiach, notowany w stanie Sikkim.